# Lijst van beelden in Nuenen, Gerwen en Nederwetten
Dit is een (onvolledige) chronologische lijst van beelden in Nuenen, Gerwen en Nederwetten. Onder een beeld wordt hier verstaan elk driedimensionaal kunstwerk in de openbare ruimte van de Nederlandse gemeente Nuenen, Gerwen en Nederwetten, waarbij beeld wordt gebruikt als verzamelbegrip voor sculpturen, standbeelden, installaties en overige beeldhouwwerken.
Voor een volledig overzicht van de beschikbare afbeeldingen zie de categorie Beelden in Nuenen, Gerwen en Nederwetten op Wikimedia Commons.
| Geplaatst   | Omschrijving                                                  | Kunstenaar         | Straat                                 | Plaats      | Afbeelding                          |
| ----------- | ------------------------------------------------------------- | ------------------ | -------------------------------------- | ----------- | ----------------------------------- |
| 1887        | Sint Elisabeth van Thüringen                                  |                    | Park                                   | Nuenen      | Elisabeth van Thüringen             |
| 1930        | Heilig Hartbeeld                                              |                    | Hoekstraat, Sint Lambertuskerk         | Nederwetten |                                     |
| 1930        | Reliëf St Clemens                                             |                    | Heuvel, School                         | Gerwen      |                                     |
| 1932        | Hommage aan Vincent van Gogh                                  | Hildo Krop         | Berg                                   | Nuenen      |                                     |
| 1935        | Kruisbeeld (Smits van Oyenlaan)                               |                    | Smits van Oyenlaan                     | Nuenen      |                                     |
| 1953        | Maria met Kind                                                | Albert Meertens    | Hooidonk                               | Nederwetten |                                     |
| 1953        | 14 Kruisweg Beelden                                           | Piet Schoenmakers  | Hooidonk                               | Nederwetten |                                     |
| 1958        | Kruisbeeld (Boord)                                            | Hugo Brouwer       | Boord                                  | Nuenen      |                                     |
| Ca 1968     | Heilig Hartbeeld (Gerwen)                                     |                    | Heuvel, Nieuwe Sint-Clemenskerk        | Gerwen      |                                     |
| 1980        | De Dwèrsklippel                                               |                    | Park                                   | Nuenen      | Dwèrsklippel                        |
| 1982        | Gerwin                                                        | Ad van Ierland     | Heuvel                                 | Gerwen      |                                     |
| 1982        | Het Weefgetouw                                                | Hans Goddefroy     | Schrijnveltlaan, Gemeentehuis          | Nuenen      | Het Weefgetouw                      |
| 1982        | Hoog en Droog                                                 | H.C.A. Hoekstra    | Smits van Oyenlaan (Rotonde 't Pluuke) | Nuenen      | Hoog en Droog                       |
| 1984        | Vincent van Gogh                                              | Klaas van Rosmalen | Park                                   | Nuenen      | Vincent van Gogh                    |
| 1985 / 2015 | De Cirkel                                                     | Arie Berkulin      | Collse Hoefdijk / Gulberg              | Nuenen      | De Cirkel                           |
| 1987        | Monument Brabantse Kloosterorden                              | Theo Besemer       | Park                                   | Nuenen      | Brabantse Kloosterorden             |
| 1989        | De Gildebroeder                                               | René Coolen        | Hoekstraat-Soeterbeekseweg             | Nederwetten | Gildebroeder                        |
| 1990        | Brabants Trekpaard                                            | Toon Grassens      | Heuvel                                 | Gerwen      | Brabants Trekpaard                  |
| Ca 1990     | Stenige Overwoekering                                         | Jo Gijsen          | Van Hovengaarde                        | Nuenen      | Stenige Overwoekering               |
| 1992        | De Ezel                                                       | Bob van Zaanen     | Eeuw Driessestraat                     | Nuenen      | De Ezel                             |
| 1994        | Huisvrouw                                                     | Henck van Dijck    | Anna Walravenlaan                      | Nuenen      |                                     |
| 1995        | Sint Agnes(1960)                                              | Hugo Brouwer       | Hugo Brouwerhof                        | Nuenen      | St.Agnes                            |
| 1997        | De Smid (Antoon de Rooij)                                     | G. Hoock           | Park                                   | Nuenen      |                                     |
| 2001        | Hertog Jan II van Brabant                                     | Olly van Abbe      | Papenvoort                             | Nuenen      | Hertog Jan II                       |
| 2002        | Kubussen                                                      | Manika Kieft       | Vincent van Goghlaan                   | Nuenen      | Kubussen                            |
| 2005        | Monument voor Jonge Verkeersslachtoffers                      | Karoly Szekeres    | Europalaan-Kapperdoesweg               | Nuenen      | Monument jonge verkeersslachtoffers |
| 2012        | Schaapherder Evert de Vries                                   |                    | Laar                                   | Gerwen      | Evert de Vries                      |
| 2015        | De Aardappeleters                                             | Peter Nagelkerke   | Park                                   | Nuenen      | De Aardappeleters                   |
| 2016        | Margot Begeman                                                | Peter Nagelkerke   | Berg24                                 | Nuenen      | Margot Begeman                      |
| 2017        | Het Verbint                                                   | Chris van Grinsven | Europalaan / Kapperdoesweg             | Nuenen      | Het Verbint                         |
| 2019        | Hasu Bloom                                                    | Juul Rameau        | Collse Hoefdijk                        | Nuenen      |                                     |
| 2022        | Drie dorpen monument (200 Jaar Gerwen, Nederwetten en Nuenen) | Anne Weijs         | Broekdijk / Gerwenseweg                | Nuenen      |                                     |